# Matica (crnogorski časopis)
Matica je časopis u nakladi Matice crnogorske koji izlazi na Cetinju.
Matica je tromjesečnik, tiska se od 2000. godine.
Uredništvo Matice: Branko Banjević, Ljiljana Dufgran Boričić, dr.Vesna Kilibarda, dr.Dragutin Lalović, dr.Šerbo Rastoder, Novica Samardžić i Marko Špadijer, glavni urednik.
Sjedište uredništva je u Podgorici.
List se od svog prvog broja tiska na crnogorskom jeziku, uz sažetke priloga na engleskom.

## Vanjske poveznice
- Matica, br. 40  Arhivirana inačica izvorne stranice od 26. travnja 2010. (Wayback Machine)